# Yle Fem
Yle Fem (en español, Yle Cinco), anteriormente conocido como YLE FST5 (Finlands Svenska Television) es una cadena de televisión pública de Finlandia. Se encarga de emitir programas en idioma sueco, una de las lenguas oficiales en el país, aunque muchos de sus programas también son subtitulados al finlandés. A pesar de estar dirigida a la minoría sueca del país, FST5 cuenta con todo tipo de público.

## Historia
Finlands Svenska Television comenzó sus emisiones en el año 1988, pero no contaba como canal propio. Al igual que MTV, FST emitía en espacios de programación específicos de Yle TV1 e Yle TV2. Con motivo del lanzamiento de la televisión digital terrestre en el año 2001, FST pasó a contar con un canal propio dentro de esa plataforma y continuó emitiendo programación en los dos primeros canales de Yle. A partir del 1 de septiembre de 2007, todos los programas en idioma sueco pasaron a emitirse solo por ese canal. El canal pasó a llamarse FST5, y en 2012 se convirtió en Yle Fem.